# Победници светских првенстава у атлетици на отвореном — 50 километара ходање
Дисциплина ходања на 50 километара у мушкој конкуренцији налази се на програму светских првенстава у атлетици од Светског првенства 1983. у Хелсинкију. Пре тога, 1976. је одржано незванично Светско првенство у овој дисциплини у Малмеу (Шведска). Од Светског првенства 2022. у Јуџину, уместо дисциплине ходања на 50 километара, најдужа трка брзог ходања на програму је на 35 километара.
Навише успеха у појединачној конкуренцији имао је Пољак Роберт Кожењовски који је три пута освојио златну медаљу (1997, 2001. и 2003.) и једну бронзану (1995.). Захваљујући његовим златним медаљама, у екипној конкуренцији предњачи Пољска испред Источне Немачке и Русије које имају по две златне медаље. Рекорд Светских првенстава држи Француз Јоан Диниз који је у Лондону 2017. преходао 50 километара за три сата, 32 минута и 12 секунди.
Освајачи медаља на светским првенставима и њихови резултати приказани су у следећој табели. Резултати су дати у формату сати:минути:секунде.
| Светско првенство     |                                       |             |                                 |         |                                      |         |
| 1976 Малме            | Вениамин Солдатенко · Совјетски Савез | 3:54:40     | Енрике Вера · Мексико           | 3:58:14 | Реима Салонен · Финска               | 3:58:53 |
| Хелсинки 1983. детаљи | Роналд Вајгел · Источна Немачка       | 3:43:08 РСП | Хосе Марин · Шпанија            | 3:46:32 | Сергеј Јунг · Совјетски Савез        | 3:49:03 |
| Рим 1987. детаљи      | Хартвиг Гаудер · Источна Немачка      | 3:40:53 РСП | Роналд Вајгел · Источна Немачка | 3:41:30 | Вјачеслав Иваненко · Совјетски Савез | 3:44:02 |
| Токио 1991. детаљи    | Александар Поташов · Совјетски Савез  | 3:53:09     | Андреј Перлов · Совјетски Савез | 3:53:09 | Хартвиг Гаудер · Источна Немачка     | 3:55:14 |
| Штутгарт 1993. детаљи | Хезус Анхел Гарсија · Шпанија         | 3:41:41     | Валентин Кононен · Финска       | 3:42:02 | Валери Шпицин · Русија               | 3:42:50 |
| Гетеборг 1995. детаљи | Валентин Кононен · Финска             | 3:43:42     | Ђовани Перичели · Италија       | 3:45:11 | Роберт Коржењовски · Пољска          | 3:45:57 |
| Атина 1997. детаљи    | Роберт Кожењовски · Пољска            | 3:44:46     | Хезус Анхел Гарсија · Шпанија   | 3:44:59 | Мигел Анхел Родригез · Мексико       | 3:48:30 |
| Севиља 1999. детаљи   | Ивано Бруњети · Италија               | 3:47:54     | Николај Матјушин · Русија       | 3:48:18 | Курт Клаузен · Сједињене Државе      | 3:50:55 |
| Едмонтон 2001. детаљи | Роберт Кожењовски · Пољска            | 3:42:08     | Хезус Анхел Гарсија · Шпанија   | 3:43:07 | Едгар Ернандез · Мексико             | 3:46:12 |
| Париз 2003. детаљи    | Роберт Кожењовски · Пољска            | 3:36:03 РСП | Герман Скуригин · Русија        | 3:36:42 | Андреас Ерм · Немачка                | 3:37:46 |
| Хелсинки 2005. детаљи | Сергеј Кирђапкин · Русија             | 3:38:08     | Алексеј Војеводин · Русија      | 3:41:25 | Алекс Швацер · Италија               | 3:41:54 |
| Осака 2007. детаљи    | Нејтан Дикс · Аустралија              | 3:43:53     | Јоан Диниз · Француска          | 3:44:22 | Алекс Швацер · Италија               | 3:44:38 |
| Берлин 2009. детаљи   | Тронд Нимарк · Норвешка               | 3:41:16     | Хезус Анхел Гарсија · Шпанија   | 3:41:37 | Гржегор Судол · Пољска               | 3:42:34 |
| Тегу 2011. детаљи     | Денис Нижегородов · Русија            | 3:42:45     | Џаред Талент · Аустралија       | 3:43:36 | Тианфенг Си · Кина                   | 3:44:40 |
| Москва 2013. детаљи   | Роберт Хефернан · Ирска               | 3:37:56     | Џаред Талент · Аустралија       | 3:40:03 | Ихор Хлаван · Украјина               | 3:40:39 |
| Пекинг 2015. детаљи   | Матеј Тот · Словачка                  | 3:40:32     | Џаред Талент · Аустралија       | 3:42:17 | Такајуки Тани · Јапан                | 3:42:55 |
| Лондон 2017. детаљи   | Јоан Диниз · Француска                | 3:33:12 РСП | Хируки Араи · Јапан             | 3:41:17 | Каи Кобајаши · Јапан                 | 3:41:19 |
| Доха 2019. детаљи     | Јусуке Сузуки · Јапан                 | 4:04:20     | Жоао Виеира · Португалија       | 4:04:59 | Иван Данфи · Канада                  | 4:05:02 |

## Биланс медаља 50 км ходање за мушкарце
Стање до првенства 2019.
|     | Држава           |    |    |    |    |
| --- | ---------------- | -- | -- | -- | -- |
| 1.  | Пољска           | 3  | -  | 2  | 5  |
| 2.  | Русија           | 2  | 3  | 1  | 6  |
| 3.  | Совјетски Савез  | 2  | 1  | 2  | 5  |
| 4.  | Источна Немачка  | 2  | 1  | 1  | 4  |
| 5.  | Шпанија          | 1  | 4  | -  | 5  |
| 6.  | Аустралија       | 1  | 3  | -  | 4  |
| 7.  | Италија          | 1  | 1  | 2  | 4  |
| 7.  | Јапан            | 1  | 1  | 2  | 4  |
| 9.  | Финска           | 1  | 1  | 1  | 3  |
| 10. | Француска        | 1  | 1  | -  | 2  |
| 11. | Норвешка         | 1  | -  | -  | 1  |
| 11. | Ирска            | 1  | -  | -  | 1  |
| 11. | Словачка         | 1  | -  | -  | 1  |
| 14. | Мексико          | -  | 1  | 2  | 3  |
| 15. | Португалија      | -  | 1  | -  | 1  |
| 16. | Сједињене Државе | -  | -  | 1  | 1  |
| 16. | Немачка          | -  | -  | 1  | 1  |
| 16. | Кина             | -  | -  | 1  | 1  |
| 16. | Украјина         | -  | -  | 1  | 1  |
| 16. | Канада           | -  | -  | 1  | 1  |
|     | Укупно 20 земаља | 18 | 18 | 18 | 54 |